# Нокаут
Нокаут (енг. knockout, K.O.) - је један од могућих исхода ударца у боксу (или кик боксу). Лежи у чињеници да је један од такмичара добио јак ударац, након кога није могао да настави да се бори после бројања од 1 до 10.
Нокаут је стање боксера, које карактерише вртоглавица, делимичан или потпун губитак орентације, а понекад и свести, услед потреса мозга.
Технички нокаут је заустављање од стране судије, лекара, држача флаше или боксера. Да ли због трауме, дисекције, или било које друге околности која спречава наставак меча једног од боксера. Боксер, који је затражио технички нокаут, признаје губитак меча.
Способност нокаутирања непријатеља зависи од многих ствари: прецизности ударца, мишићне масе и отпорности на ударац противника. Способност нокаутирања броји три компоненте: генетска компонента, техничка компонента и снага. Ако се генетика не може превазићи до тада боксер развија технику и моћ тренирањем.